# Richard von Montfort
Richard von Montfort († wohl November 1092 vor Conches-en-Ouche) war Herr von Montfort-l’Amaury und Épernon aus dem Haus Montfort-l’Amaury. Er war der erste Sohn des Simon I. von Montfort aus dessen zweiter Ehe mit Agnes von Évreux.
Richard folgte seinem älteren Halbbruder Amalrich II. als Herr von Montfort nach, nachdem dieser um 1089 in einem Kampf gefallen war. Um dieselbe Zeit heiratete seine Schwester Bertrada den Grafen Fulko IV. von Anjou.
Richard selbst war in eine familieninterne Fehde verwickelt, die sich um die Nachfolge in der normannischen Grafschaft Évreux entzündet hatte. Sein Onkel, Graf Wilhelm von Évreux, war verheiratet mit der Dame Havise von Nevers. Der Halbbruder des Grafen war der Burgherr Raoul II. de Tosny, der wiederum mit Richards älterer Halbschwester, Isabelle de Montfort, verheiratet war. Beide Frauen galten als treibende Kraft im Krieg der beiden Halbbrüder, da beide ihre eigenen Kinder als Erben von Évreux durchsetzen wollten. Richard entschied sich in diesem Kampf für die Seite des Grafen Wilhelm und stellte sich damit auch gegen die eigene Schwester. Vermutlich im November 1092 belagerte er die Tosny-Burg Conches, wurde dabei von einem Pfeil getroffen und getötet.
Bestattet wurde Richard in Épernon, als Herr von Montfort folgte ihm sein Bruder Simon II. nach.
Raoul II. de Tosny und Isabella konnten sich bis 1095 in der Fehde durchsetzen und Graf Wilhelm dazu zwingen einen ihrer Söhne zum Erben zu ernennen. Weil Raoul de Tosny und sein Sohn aber noch vor Graf Wilhelm starben und dieser selbst keine Kinder hatte, folgte später (1118) Richards jüngster Bruder, Amalrich III., als Erbe in Évreux nach.
Die Fehde überlieferte Ordericus Vitalis im Buch VIII seiner Historia Ecclesiastica.

## Weblink
- Die Familie von Simon I. von Montfort bei fmg.ac (englisch)

| Vorgänger    | Amt                            | Nachfolger |
| ------------ | ------------------------------ | ---------- |
| Amalrich II. | Herr von Montfort um 1089–1092 | Simon II.  |

| Personendaten    | Personendaten                 |
| ---------------- | ----------------------------- |
| NAME             | Richard von Montfort          |
| ALTERNATIVNAMEN  | Richard de Montfort           |
| KURZBESCHREIBUNG | Herr von Montfort und Épernon |
| GEBURTSDATUM     | 11. Jahrhundert               |
| STERBEDATUM      | unsicher: November 1092       |
| STERBEORT        | Conches-en-Ouche              |